# Vittorino Carra
Vittorino Carra (Carpi, 24 gennaio 1927 – 28 marzo 1989) è stato un politico italiano.

## Biografia
Esponente emiliano della Democrazia Cristiana, viene eletto deputato alle elezioni politiche del 1958, confermando il proprio seggio a Montecitorio anche dopo quelle del 1963 e del 1968. Conclude il proprio mandato parlamentare nel 1972.
Si è spento a 62 anni, nel marzo 1989.